# Ann C. Phillips

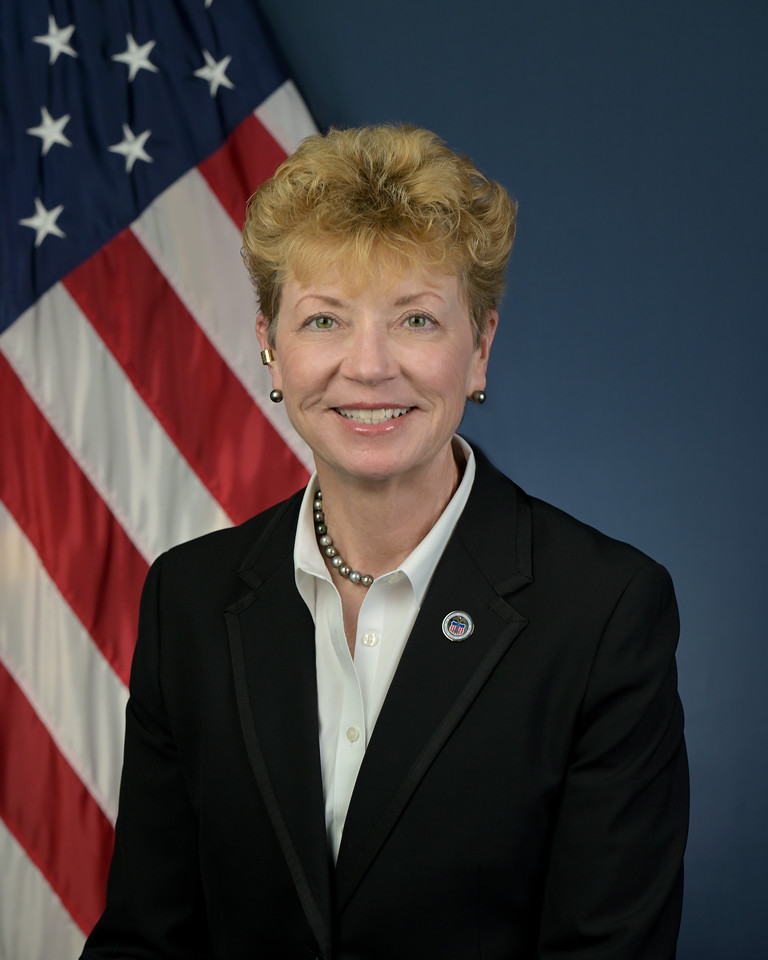
Ann C. Phillips (2022)

Ann Claire Phillips ist ein pensionierter U.S.-amerikanischer Rear Admiral (lh) der United States Navy. Von 2022 bis 2025 war sie Administratorin der United States Maritime Administration.

## Bildung
Phillips erwarb 1983 einen Bachelor of Arts in französischer Sprache und Literatur von der University of North Carolina at Chapel Hill und 2016 einen Master of Business Administration von der Mason School of Business am College of William & Mary.

## Militärische Laufbahn

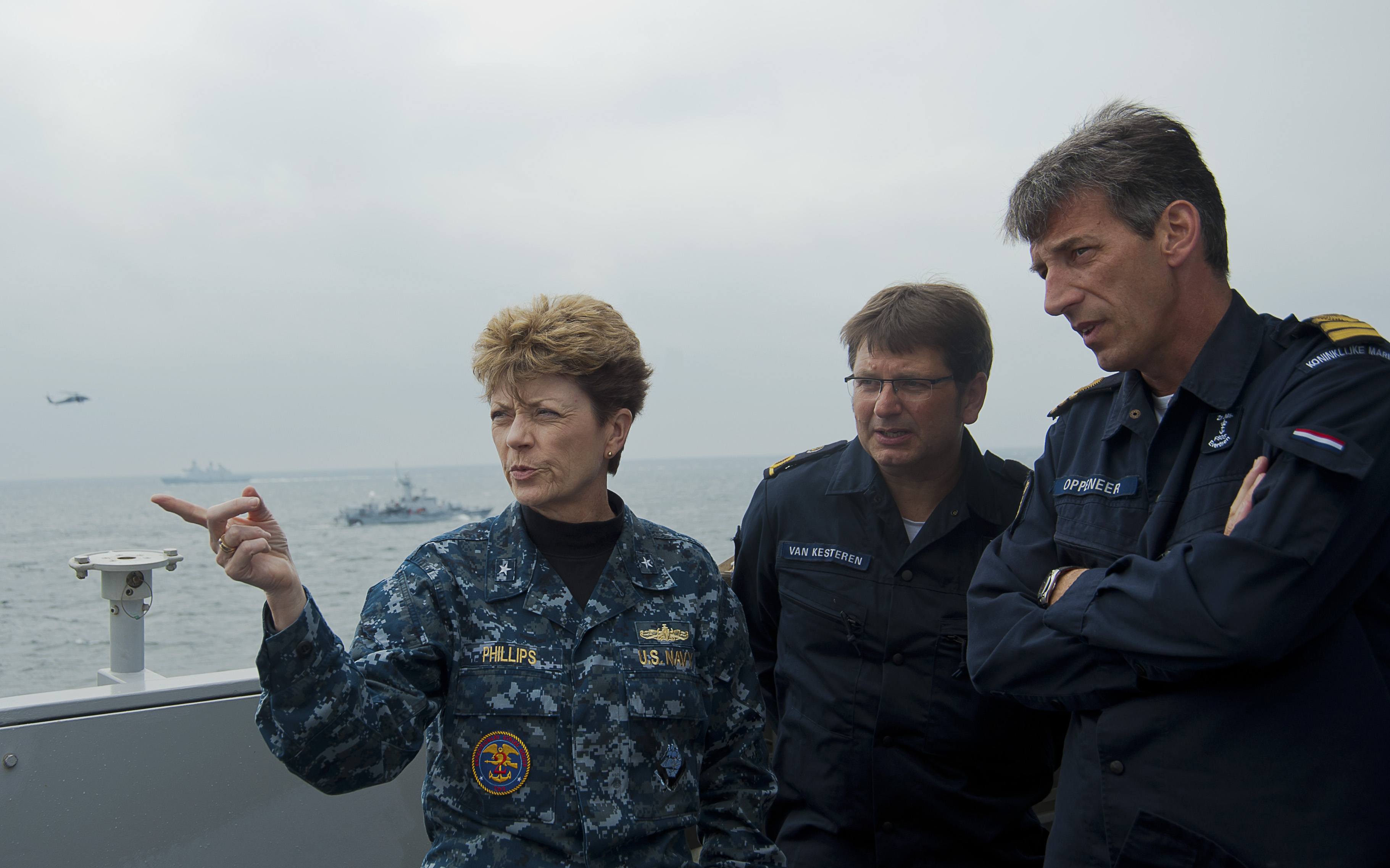
Rear Admiral Phillips als Commander Expeditionary Strike Group 2 im Gespräch mit niederländischen Offizieren (2013)

Von 1983 bis 2001 diente Phillips als Offizier in der United States Navy. Von 2001 bis 2004 war sie Kommandantin des Zerstörers Mustin. Von 2004 bis 2006 war sie Executive Assistant der Naval Striking and Support Forces NATO und von 2007 bis 2008 führte sie als Kommandeur die Destroyer Squadron 28. In den Jahren 2008 und 2009 war sie Senior Fellow bei der Chief of Naval Operations Strategic Studies Group und anschließend bis 2012 stellvertretende Direktorin und Direktorin für Überwasserseekriegführung im Büro des Chief of Naval Operations. In den Jahren 2012 und 2013 führte sie die Expeditionary Strike Group 2. Anschließend trat sie in den Ruhestand.

## Spätere Tätigkeiten
Nach ihrer Pensionierung arbeitete Phillips für die Old Dominion Research Foundation zu Fragen des Klimawandels. Von 2018 bis 2022 diente Phillips als Special Assistant des Gouverneurs von Virginia, Ralph Northam, für die Entwicklung und den Schutz der Küste.

## Dienst bei der Maritime Administration
Am 14. Oktober 2021 nominierte Präsident Joe Biden Phillips zur Administratorin der Maritime Administration im Verkehrsministerium der Vereinigten Staaten. Am 16. Dezember 2021 hielt der Handelsausschuss des Senats Anhörungen zu ihrer Nominierung ab, jedoch lief die Nominierung Ende des Jahres aus und wurde am 3. Januar 2022 an den Präsidenten zurückgegeben. Präsident Biden sandte sie am folgenden Tag zurück an den Ausschuss, wo sie am 2. Februar 2022 positiv beschieden und an das Plenum des Senats weitergegeben wurde. Der Senat der Vereinigten Staaten bestätigte ihre Nominierung am 10. Mai 2022 mit 75 zu 22 Stimmen. Sie wurde am 16. Mai 2022 vereidigt.
Im Januar 2025 trat sie von dieser Aufgabe zurück.